# Нейкон, Кейтлин
Кейтлин Нейкон (англ. Katelyn Nacon; род. 11 июня 1999, Атланта) — американская актриса и музыкант, наиболее известная по роли Энид в сериале «Ходячие мертвецы».

## Карьера
Нейкон начала свою актёрскую карьеру в фильме «Любить великодушно». Её первое появление на телевидении было в сериале «Воскрешение». Она появилась в эпизоде «Слишком много поваров» от Adult Swim, который быстро разошёлся на YouTube. Она исполняет роль Элизии в сериале «Отмеченные». Её самой заметной ролью является Энид в «Ходячих мертвецах».
В 2015 году Нейкон выпустила свой первый мини-альбом «Love in May».

## Фильмография

### Фильмы
| Год  | Название            | Ориг. название        | Роль  | Примечания |
| ---- | ------------------- | --------------------- | ----- | ---------- |
| 2013 | Психология секретов | Psychology of Secrets | Пэтти |            |
| 2013 | Вторые шансы        | Second Chances        | Кэми  |            |
| 2014 | Другая сборка       | Another Assembly      | Мия   |            |

### Телевидение
| Год              | Название              | Ориг. название   | Роль         | Примечания                                                                                        |
| ---------------- | --------------------- | ---------------- | ------------ | ------------------------------------------------------------------------------------------------- |
| 2014             | Воскрешение           | Resurrection     | девочка      | Эпизод: «Us Against the World»                                                                    |
| 2014             | Слишком много поваров | Too Many Cooks   | Хлоя Кук     | Короткометражка                                                                                   |
| 2015—2019        | Ходячие мертвецы      | The Walking Dead | Энид         | Повторяющаяся роль (5-7 сезоны) Также в главной роли (8 сезон) Главная роль (9 сезон) 30 эпизодов |
| 2016—наст. время | Отмеченные            | T@gged           | Элизия Браун | 23 эпизода                                                                                        |
| 2017—2018        | Talking Dead          | Talking Dead     | Гость        | 2 эпизода                                                                                         |

## Дискография
- «Love in May» (2015)[7]

## Награды и номинации
| Год  | Награда       | Категория                                                    | Работа             | Результат |
| ---- | ------------- | ------------------------------------------------------------ | ------------------ | --------- |
| 2016 | Молодой актёр | Лучшая игра на телевидении — повторяющаяся актриса (14 — 21) | «Ходячие мертвецы» | Номинация |
| 2017 | Молодой актёр | Лучшая игра на телевидении — повторяющаяся актриса           | «Ходячие мертвецы» | Номинация |